# Oreocharis primuliflora
Oreocharis primuliflora är en tvåhjärtbladig växtart som först beskrevs av Alexander Feodorowicz Batalin, och fick sitt nu gällande namn av Mich. Möller och A. Weber. Oreocharis primuliflora ingår i släktet Oreocharis och familjen Gesneriaceae. Inga underarter finns listade i Catalogue of Life.